# Chlorocypha radix
Chlorocypha radix är en trollsländeart som beskrevs av Cynthia Longfield 1959. Chlorocypha radix ingår i släktet Chlorocypha och familjen Chlorocyphidae. IUCN kategoriserar arten globalt som livskraftig. Inga underarter finns listade i Catalogue of Life.